# Csőférgek
A csőférgek (Canalipalpata) a soksertéjűek (Polychaeta) osztályának egyik rendje.

## Előfordulásuk
Csőférgek a világ összes sekély és mély vizében előfordulnak a trópusi tengerektől a sarkvidéki tengerekig. A szivárványló sünféreg rendszerint nagy kolóniákat alkot a homokos vagy iszapos tengerparton. A többi faj a sziklákon, a hordalékban vagy a moszatokon él.

## Megjelenésük
A csőférgek hossza legfeljebb 30 centiméter.
A csőféreg teste folyadékkal telt henger, melynek falát két izomréteg alkotja. Az egyik réteg a hosszanti összehúzódást biztosítja – ilyenkor a féreg rövidebb lesz –, a másik a test körül húzódik össze, hogy az állat újra ki tudjon nyújtózni. A felnőtt állat egész életében egy szűk csőben, helyhez kötötten él. Sok faj szénsavas mészből választja ki a csövét, más fajok váladékuk segítségével, homokból és széttört kagylóhéjból hozzák létre.
A tapogatók a féreg vékony bőrén keresztül végzik a gázcserét, és táplálékot szűrnek ki a vízből. Az állat a legkisebb veszély esetén behúzza a legyezőjét, és eltűnik a csövében.

## Néhány faj
Szivárványló sünféreg: Az Északi-tenger partvidékén nagy számban él homokos vagy iszapos felületeken, a mélyebb vizekben azonban sziklákra is tapad. Legyezője két egyforma tapogatósorból áll.
Myxicola infundibulum: A homokba vagy az iszapba beágyazódva, 15 centiméter hosszú csőben él. Tapogatói sötét szélű tölcsért vagy kelyhet képeznek. Az állat központi idegdúclánca nagyon vastag, akár egy milliméter átmérőjű is lehet.

## Életmódjuk
A csőférgek a tenger fenekéhez nőve élnek. Táplálékaik vízben sodródó szerves részecskék, főképp a plankton.

## Szaporodásuk
A szaporodási időszak nyáron van. Minden csőféreg szaporodhat ivaros szaporodással, de egyes fajok az ivartalan szaporodást is alkalmazzák. Az ivaros szaporodás esetén minden féreg bocsát petét és spermiumot is a vízbe, a megtermékenyítés ott megy végbe. Az ivartalan szaporodás esetén sarjadzással. A lárvák planktonikus életmódot folytatnak, egy ideig lebegnek, majd egy helyre leereszkednek, ahol kifejlett állattá változnak.

## Rendszertani felosztásuk
A rendet három alrendre és négy, alrendbe nem sorolt családra bontják:
- Sabellida alrend 6 családdal:
  - Oweniidae
  - Sabellariidae
  - Sabellidae
  - mészcsőférgek (Serpulidae)
  - Siboglinidae
  - Spirorbidae
- Spionida alrend 8 családdal:
  - Apistobranchidae
  - Chaetopteridae
  - Longosomatidae
  - Magelonidae
  - Poecilochaetidae
  - Spionidae
  - Trochochaetidae
  - Uncispionidae
- Terebellida alrend 13 családdal:
  - Acrocirridae
  - Alvinellidae
  - Ampharetidae
  - Cirratulidae
  - Ctenodrilidae
  - Fauveliopsidae
  - Flabelligeridae
  - Flotidae
  - Pectinariidae
  - Poeobiidae
  - Sternaspidae
  - Terebellidae
  - Trichobranchidae

Alrendbe nem sorolt családok:
- - Polygordiidae
  - Protodrilidae
  - Protodriloididae
  - Saccocirridae